# 퉁하
퉁하(Tunja)는 콜롬비아 보야카 주의 주도로, 인구는 177.974명이다.